# イグレージアス
イグレージアス（イタリア語: Iglesias ( 音声ファイル)、スペイン語からの借用語: イグレシアス、サルデーニャ語: Igrèsias）は、イタリア共和国サルデーニャ州南サルデーニャ県にある都市で、その周辺地域を含む人口約27,000人の基礎自治体（コムーネ）。

## 地理

### 位置・広がり
イグレージアスの市街は、カルボーニアの北約16km、州都カリャリの西北西約51km、オリスターノの南約67kmに位置する。

#### 隣接コムーネ
隣接するコムーネは以下の通り。
- ブッジェッル
- カルボーニア
- ドムズノーヴァス
- フルミニマッジョーレ
- ゴンネーザ
- ムゼーイ
- ナルカーオ
- シリークア
- ヴァッレルモーザ
- ヴィッラチードロ
- ヴィッラマッサルジャ

## 行政

### 行政区画
イグレージアスには、以下の分離集落（フラツィオーネ）がある。
- Barega e Corongiu e Tanì (condivise con il comune di Carbonia), Bindua, Masua, Monte Agruxiau, Monteponi, Nebida, San Benedetto, San Giovanni Miniera